# Провинција Тоса
Тоса (јап. 土佐国) је једна од 66 историјских провинција Јапана, која је постојала од почетка 8. века (закон Таихо из 703. године) до Мејџи реформи у другој половини 19. века. Тоса се налазила на јужној обали острва Шикоку.
Царским декретом од 29. августа 1871. све постојеће провинције замењене су префектурама. Територија Тосе припада данашњој префектури Кочи.

## Географија
Тоса је најјужнија од четири провинције острва Шикоку. На југу је излазила на Тихи океан. На северу се граничила са провинцијама Ијо и Ава.